# Ahmeek
Ahmeek – wieś w Stanach Zjednoczonych, w stanie Michigan, w hrabstwie Keweenaw.